# Амбрасеис, Николас
Николаос Неоклис Амбразис (греч. Νικόλαος Αμβράζης του Νεοκλή, англ. Nicholas Neocles Ambraseys; 19 января 1929 — 29 декабря 2012) — греческий инженер-сейсмолог, почётный профессор сейсмостойкого строительства Имперского колледжа Лондона, многолетний ведущий специалист в Европе по сейсмостойкому строительству.

## Биография
Окончил Афинской политехнический университет в 1952 году по специальности «Сельскохозяйственное и геодезическое дело» и Имперский колледж Лондона (специальности «Механика почвы» и «Сейсмостойкое строительство»). В 1958 году получил степень доктора философии под руководством профессоров Алека Скемптона и Алана Бишопа, защитив работу «Сейсмическая стабильность земляных плотин» (англ. The seismic stability of earth dams). С 1958 года читал лекции, в 1974 году стал профессором сейсмостойкого строительства в Имперском колледже Лондона. В 1968 году создал отделение сейсмостойкого строительства (ныне отделение геотехники) на кафедре гражданского и промышленного строительства Имперского колледжа. Был заведующим отделения в 1971—1994 годах. Первый председатель Британского национального комитета по сейсмостойкому строительству.

## Научная деятельность
Свои исследования Амбрасеис проводил в области инженерной сейсмологии и геотехнического сейсмостойкого строительства. Специализировался на исследовании рисков землетрясения, сопротивлению геотехнических структур (плотины и фундамент) землетрясениям и воздействию на них. Автор более 300 публикаций, опубликованных в различных научных журналах, консультант и редактор многих иных работ в научных журналах. Сооснователь журнала «Journal of Earthquake Engineering», один из сооснователей Европейской ассоциации сейсмостойкого строительства. Один из наиболее цитируемых авторов в области гражданского строительства и сейсмостойкого строительства, наиболее часто цитируемый автор в области инженерной сейсмологии; неоднократно назывался первопроходцем в этой научной сфере

### Сейсмостойкие плотины и стабильность склонов
В 1958 году в своей докторской работе Амбрасеис рассматривал вопросы о стабильности плотин и делал прогнозы постоянных смещений в земляных плотинах после землетрясений. Таким образом, он сформировал основу того, что ныне известно как метод анализа скользящих блоков Ньюмарка. Сам Ньюмарк признавал вклад Амбрасеиса за счёт комментариев и предположений, которые тот сделал во время бесед с Ньюмарком в Университете Иллинойса. Основатель различных академических направлений исследования в геотехническом сейсмостойком строительстве Гарри Болтон Сид на 19-й лекции Ранкина также признал вклад Амбрасеиса, который, по его словам, познакомил его с проблемами землетрясений и вдохновил его заниматься в этой области и работать в крупнейшей полевой лаборатории в Калифорнии. Одна из первых работ Амбрасеиса о сейсмической устойчивости земляных плотин заложила основы для нового метода анализа, развитого другими исследователями — метода «поперечной балки», первой попыткой учесть динамическое поведение земляной платины в связи с распространением сейсмических колебаний.
Его ранняя работа о сейсмической устойчивости плотин также привлекала внимание многих молодых исследователей. Сарада Канта Карма — первый студент Амбрасеиса, получивший степень доктора философии — выработал собственный метод определения сейсмической стабильности склона. Дальнейшие расширения этой деятельности и вычисления сейсмических смещений привели к новым открытиям, связанным с усилением смещения пластов почвы. Амбрасеис также написал работу о теоретическом анализе реакции земли. Фактически его работа о сейсмической реакции плотины была основана на ранних представлениях реакции земли и стала дальнейшим расширением с учётом принятия геометрии земляной дамбы как усечённого клина.

### Сбор исторических записей о землетрясениях
Амбрасеис был участником проекта European Strong Motion Database (Европейская база данных сильных колебаний). Это была первая попытка в Европе собирать данные о сильных колебаниях почвы по всему региону. Огромное количество опубликованных данных стало затем доступно для всех теоретиков и практиков в сейсмологии Европы. Критики утверждают, что крупнейшим вкладом Амбрасеиса является именно историческое поле сейсмических наблюдений: он собрал колоссальный объём информации о землетрясениях из разных библиотек, рукописей и книг по всему миру. Будучи полиглотом, он упростил себе участие в поиске источников информации о землетрясениях, а поскольку он мог оценить достоверность информации о землетрясениях, он также сумел составить новые каталоги и исправить в них уже имевшуюся информацию.

### Иной вклад
Амбрасеис также занимался гидродинамикой и вычислениями воздействия гидродинамических сил на разные типы структур. Его вклад в исследование цунами также оказался значительным: шкала интенсивности цунами носит имя Зиберга-Амбрасеиса.

## Педагогическая деятельность
Амбрасеис был одним из первых учёных, начавших исследования в области сейсмостойкого строительства. Под его руководством была создана сильная школа в Имперском колледже, которая готовила и бакалавров, и магистров: в последнем случае лично Амбрасеис вёл курсы для магистров по специальности «Структурная динамика и инженерная сейсмология», которые пользовались популярность среди многих студентов мира. Амбрасеис подготовил множество талантливых инженеров-строителей.

## Награды, признание
Член Королевской инженерной академии наук, Европейской академии и Афинской академии наук, обладатель ряда наград от британских и европейских научных сообществ. В 1987 году прочитал первую лекцию Маллета—Милна для Общества по динамике сеймостойкого и гражданского строительства, в 2004 году прочитал 44-ю лекцию Ранкина для Британской геотехнической ассоциации на тему «Строительство, сейсмология и механика почв». 
В 2005 году награждён медалью Гарри Филдинга Райда по решению Сейсмологического общества США — высшей наградой, которую получали такие учёные, как Чарльз Рихтер и Карл Эллин Корнелл за выдающиеся достижения в области сейсмологии и сейсмостойкого строительства. 
В октябре 2008 года на Всемирной конференции по сейсмостойкому строительству в Пекине Амбрасеис был назван одной из 13 выдающихся личностей в сейсмостойком строительстве, став единственным европейцем. Помимо него, только четыре живших на тот момент человека вошли в список: Рэй Клаф, Джордж Хауснер, Томас Полей и Джозеф Пенциен.

## Память
Именем профессора Николаса Амбрасеиса названа премия за выдающуюся лекцию, присуждающаяся Европейской ассоциацией сейсмостойкого строительства.
В 2014 году кафедра гражданского строительства Имперского колледжа и Британская геотехническая ассоциация организовали предварительный семинар (проводится за день до лекции Ранкина) с целью увековечить вклад профессора Амбрасеиса в сейсмостойкое строительство, получивший название «Памятный симпозиум Николаса Амбрасеиса» (англ. Nicholas Ambraseys Memorial Symposium). 
В 2014 году вышел специальный выпуск Bulletin of Earthquake Engineering, официального журнала Европейской ассоциации сейсмостойкого строительства. 
Годом ранее был опубликован некролог, подписанный двумя студентами профессора, Джоном Дугласом и Сарадой Сарм, в журнале Geotechnique по механике грунтов.